# Wanda Bacewicz

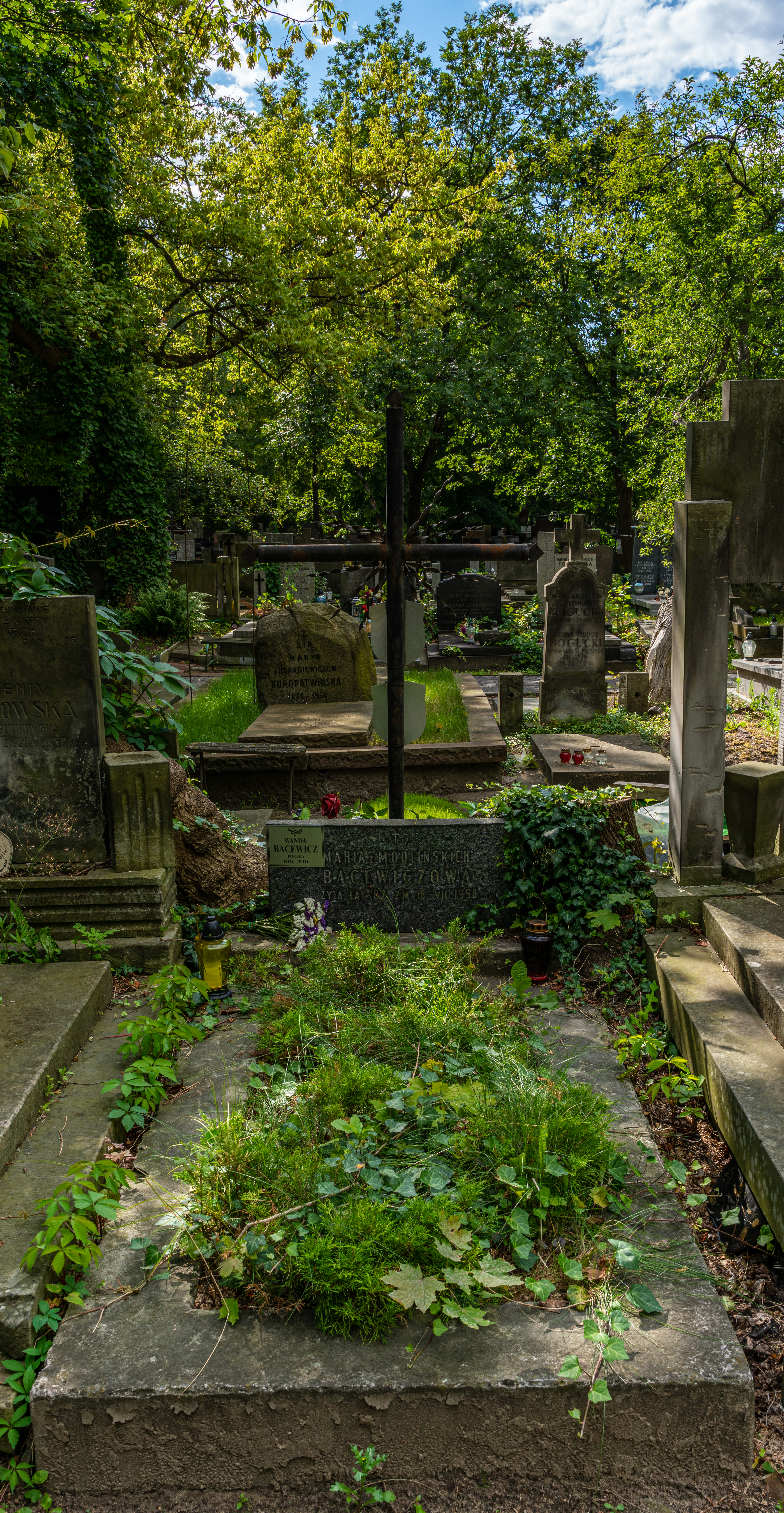
Grób Wandy Bacewicz na cmentarzu Powązkowskim

Wanda Bacewicz (ur. 10 czerwca 1914  lub 10 sierpnia 1911 lub 10 sierpnia 1914 w Łodzi, zm. 1 stycznia 2011 tamże) – polska poetka, prozaik i dziennikarka.

## Życiorys
Córka Wincentego i Marii z Modlińskich Bacewiczów. W Łodzi ukończyła Gimnazjum Humanistyczne Janiny Pryssewiczówny oraz (w 1930) studia teoretyczne i fortepianowe w Konserwatorium Muzycznym Heleny Kijeńskiej-Dobkiewiczowej. Następnie, po ukończeniu Wyższej Szkoły Dziennikarskiej w Warszawie, uzyskała w 1937 stopień magistra dziennikarstwa. Podczas okupacji przebywała w Warszawie. Ciężko ranna w czasie powstania warszawskiego, znalazła się w obozie w Pruszkowie, skąd rodzina przewiozła ją do szpitala w Grodzisku Mazowieckim.
W 1945 przeniosła się z Grodziska do Lublina, gdzie na krótko znalazła się w zespole redakcyjnym „Gazety Lubelskiej”. Drugą połowę 1945 spędziła u siostry, Grażyny Bacewicz, profesora w łódzkim Konserwatorium Muzycznym (która dedykowała jej Allegro na fortepian skomponowane w 1929). Wtedy też Wanda Bacewicz zadebiutowała jako prozaik – napisała nowele dla Polskiego Radia.
Wkrótce przeprowadziła się do Warszawy, gdzie nawiązała współpracę z kilkoma pismami („Ruch Muzyczny”, „Nowiny Literackie”, „Stolica”) i rozpoczęła regularną działalność dziennikarsko-publicystyczną pisząc recenzje muzyczne, literackie, teatralne. Jednocześnie drukowała też swoje utwory prozatorskie, głównie jednak na łamach czasopism. W 1958 miał miejsce jej debiut poetycki – „Trybuna Literacka” opublikowała wiersz Drzewa. W 1959, za Drewniany tryptyk, otrzymała wyróżnienie w Pierwszej Wiośnie Poetów, jednak pierwszy z jej wielu tomów poezji ukazał się dopiero w 1961.
Na początku lat 50. związała się z Polskim Radiem. W latach 1951–1964 pracowała w Warszawskiej Rozgłośni PR w Dziale Audycji Słowno-Muzycznych, a od roku 1967 do 1974 redagowała audycję Nuty, nutki stanowiącej połączenie muzyki poważnej i poezji. W 1963, po serii rozmów ze Stefanem Spiessem (przyjacielem Karola Szymanowskiego), powstała książka Ze wspomnień melomana. W tym też roku zdobyła dwie nagrody w konkursie na reportaż o Warszawie, rozpisany przez Stołeczną Radę Narodową.
W 1974 przeszła na emeryturę i zajęła się własną twórczością oraz, prowadzoną już od kilku lat, opieką nad spuścizną twórczą siostry – Grażyny Bacewicz. W latach 1963–1981 była członkiem Związku Literatów Polskich, od 1989 należała do Stowarzyszenia Pisarzy Polskich. 
Zmarła w Łodzi, pochowana na cmentarzu Powązkowskim w Warszawie (kwatera 101-3-15).

## Twórczość
- 1961: Cisza i ciemność (wiersze), Warszawa, Czytelnik
- 1963: Ze wspomnień melomana, Warszawa, PWM (współautor Stefan Spiess)
- 1964: Wykradanie ognia (wiersze), Warszawa, Czytelnik
- 1966: Wada (poezje), Warszawa, PIW
- 1969: Krąg otwarty (wiersze), Warszawa, Czytelnik
- 1974: Gwiazdy na wodzie (wiersze), Warszawa, PIW[1]
- 1979: Odchodzenie (wiersze), Warszawa, PIW
- 1984: Wiersze zebrane i nowe (wiersze), Warszawa, Czytelnik
- 1987: Ucieczka (wiersze), Warszawa, PIW
- 1991: Jasność i czerń (wiersze), Warszawa, Aldyna
- 2003: Póki trwamy (wiersze), Warszawa, Anagram

## Odznaczenia
- Złoty Krzyż Zasługi (1974)[8][9]
- Złoty Medal „Zasłużony Kulturze Gloria Artis” (2009)[10]
- Medal 90-lecia ZAiKS-u (2009)[11]